# Ирасема-ду-Уэсти
Ирасема-ду-Уэсти (порт. Iracema do Oeste) — муниципалитет в Бразилии, входит в штат Парана. Составная часть мезорегиона Запад штата Парана. Входит в экономико-статистический микрорегион Толеду. Население составляет 2553 человека на 2006 год. Занимает площадь 81,538 км². Плотность населения — 31,3 чел./км².

## Статистика
- Валовой внутренний продукт на 2003 год составляет 24 837 707,00 реалов (данные: Бразильский институт географии и статистики).
- Валовой внутренний продукт на душу населения на 2003 год составляет 9081,43 реалов (данные: Бразильский институт географии и статистики).
- Индекс развития человеческого потенциала на 2000 год составляет 0,700 (данные: Программа развития ООН).